# Darius Force
Darius Force (ダライアスフォース), connu sous le titre Super Nova en Amérique du Nord, est un jeu vidéo de type shoot 'em up développé et édité par Taito, sorti en 1993 sur Super Nintendo.

## Accueil
- Electronic Gaming Monthly : 31/50[1]